# Sorgues (Vaucluse)
Pour les articles homonymes, voir Sorgues.
Sorgues (dite aussi Sorgues-sur-l'Ouvèze) est une commune française située dans le département de Vaucluse, en région Provence-Alpes-Côte d'Azur.
Ses habitants sont appelés les Sorguais et les Sorguaises.

## Géographie

Représentations cartographiques de la commune
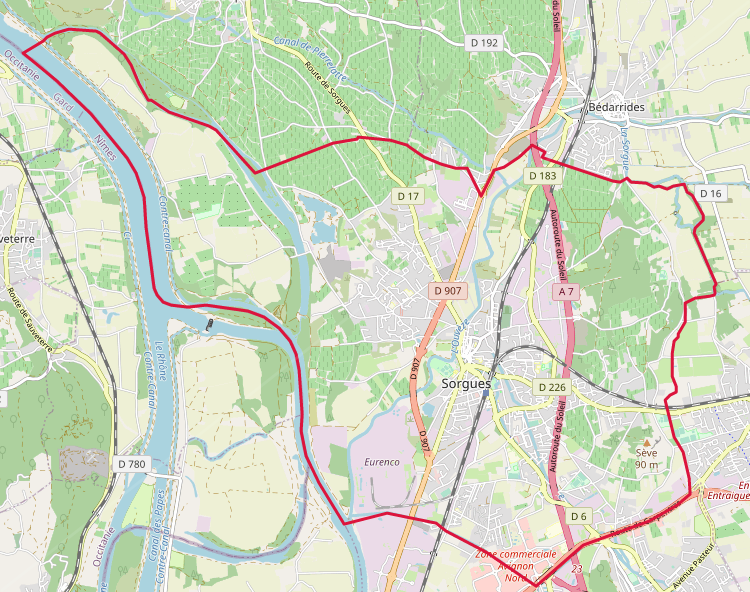
Carte OpenStreetMap.
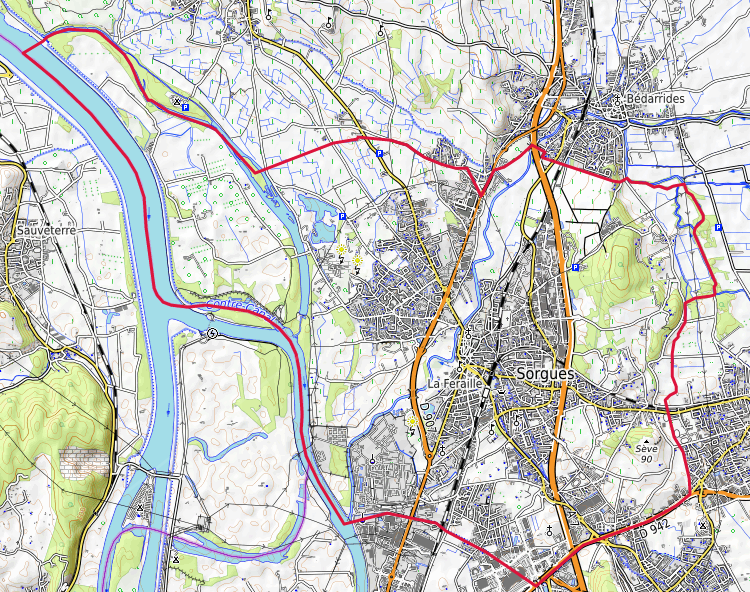
Carte topographique.

### Localisation
Située sur la rive gauche du Rhône au niveau de l'embouchure de l'Ouvèze , Sorgue fait partie de la Vallée du Rhône. 
La ville est limitrophe à l'ouest du département du Gard avec les communes de Sauveterre et deVilleneuve-lès-Avignon,
Sorgue se situe dans l'aire d'attraction d’Avignon (au sud). Elle est à proximité d'Orange (à 25 min au nord) et de Nîmes (à 1 h au sud-ouest).

### Communes limitrophes
Les communes limitrophes sont Châteauneuf-du-Pape, Bédarrides, Entraigues-sur-la-Sorgue, Vedène, Le Pontet, Avignon, Roquemaure, Sauveterre et Villeneuve-lès-Avignon.
| Châteauneuf-du-Pape, Roquemaure | Bédarrides | Bédarrides               |
| Sauveterre                      | Sorgues    | Entraigues-sur-la-Sorgue |
| Villeneuve-lès-Avignon, Avignon | Le Pontet  | Vedène                   |

### Relief
Commune située au confluent de l'Ouvèze et du Rhône et constituée essentiellement d'une large plaine bénéficiant d'une bonne irrigation.
Elle est bordée à l'est par deux collines : la Montagne (113 m) et la Sève (90 m).

### Sismicité
Tout le département est en zone de sismicité modérée sauf le canton Pertuis et les communes d'Auribeau, Bonnieux, Buoux, Cadenet, Caseneuve, Castellet, Cucuron, Lauris, Lourmarin, Puget, Puyvert, Saignon, Saint-Martin-de-Castillon, Sivergues, Vaugines et Villelaure qui sont en zone sismicité moyenne. Ce zonage correspond à une sismicité ne se traduisant qu'exceptionnellement par la destruction de bâtiments,.

### Hydrographie

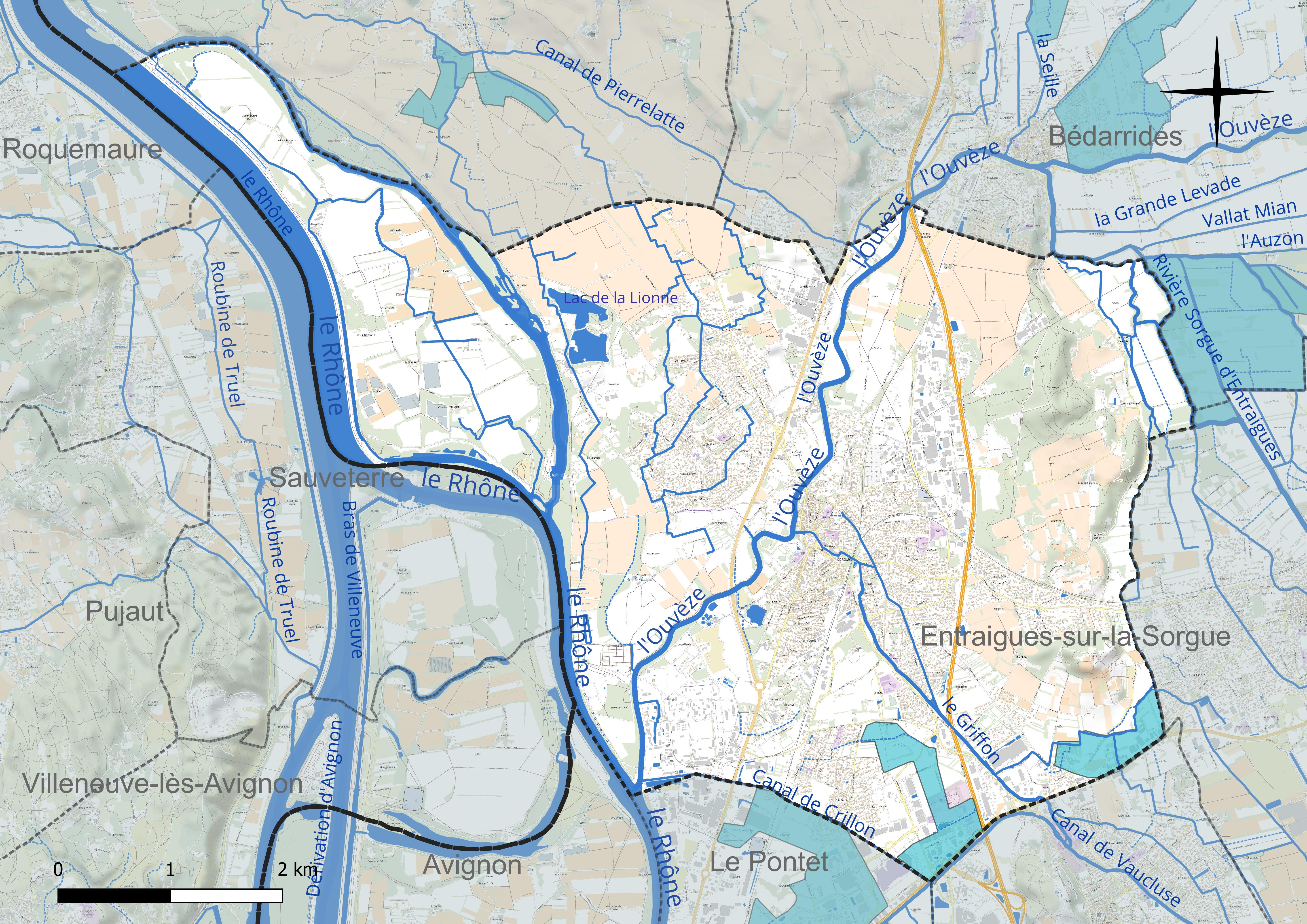
Réseaux hydrographique de Sorgues.

- L'Ouvèze traverse la ville du nord-est au sud-ouest avant de se jeter dans le Rhône au confluent sur le territoire de la commune ;
- le Rhône borde la ville à l'ouest jusqu'à son entrée à Avignon ;
- certains bras aménagés de la Sorgue, à l'est de la ville avant leur confluent dans l’Ouvèze (au nord hors de la commune, à Bédarrides) ;
- la branche de Sorgues du canal de Vaucluse, le 3e bras principal aménagé de la Sorgue destiné à franchir le seuil de Vedène, se jette dans l’Ouvèze à Sorgues (quartier de Pontillac, équipé d'une station de relevage lors de crue de l'Ouvèze). Cette branche est issue du Partiteur d’Eyguilles qui divise les eaux avec la branche d'Avignon[3].

### Climat
Pour des articles plus généraux, voir Climat de Provence-Alpes-Côte d'Azur et Climat de Vaucluse.
En 2010, le climat de la commune est de type climat méditerranéen franc, selon une étude du Centre national de la recherche scientifique s'appuyant sur une série de données couvrant la période 1971-2000. En 2020, Météo-France publie une typologie des climats de la France métropolitaine dans laquelle la commune est exposée à un climat méditerranéen et est dans la région climatique  Provence, Languedoc-Roussillon, caractérisée par une pluviométrie faible en été, un très bon ensoleillement (2 600 h/an), un été chaud (21,5 °C), un air très sec en été, sec en toutes saisons, des vents forts (fréquence de 40 à 50 % de vents > 5 m/s) et peu de brouillards. 
Pour la période 1971-2000, la température annuelle moyenne est de 14,2 °C, avec une amplitude thermique annuelle de 18,1 °C. Le cumul annuel moyen de précipitations est de 698 mm, avec 5,9 jours de précipitations en janvier et 2,8 jours en juillet. Pour la période 1991-2020, la température moyenne annuelle observée sur la station météorologique de Météo-France la plus proche, « Pujaut », sur la commune de Pujaut à 8 km à vol d'oiseau, est de 14,6 °C et le cumul annuel moyen de précipitations est de 672,8 mm. 
La température maximale relevée sur cette station est de 41,6 °C, atteinte le 22 août 2023 ; la température minimale est de −10,3 °C, atteinte le 2 janvier 2002,,. 
| Mois                                  | jan.           | fév.          | mars            | avril           | mai           | juin           | jui.           | août          | sep.           | oct.            | nov.          | déc.          | année      |
| ------------------------------------- | -------------- | ------------- | --------------- | --------------- | ------------- | -------------- | -------------- | ------------- | -------------- | --------------- | ------------- | ------------- | ---------- |
| Température minimale moyenne (°C)     | 2              | 2,2           | 4,7             | 7,1             | 10,8          | 14,7           | 17             | 16,7          | 13             | 10,1            | 5,7           | 2,7           | 8,9        |
| Température moyenne (°C)              | 6,3            | 7,2           | 10,6            | 13,2            | 17,2          | 21,3           | 23,9           | 23,6          | 19,3           | 15,3            | 10,1          | 6,8           | 14,6       |
| Température maximale moyenne (°C)     | 10,5           | 12,2          | 16,4            | 19,4            | 23,6          | 28             | 30,8           | 30,6          | 25,5           | 20,6            | 14,4          | 10,9          | 20,2       |
| Record de froid (°C) date du record   | −10,3 02.01.02 | −7,5 04.02.12 | −9,2 02.03.05   | −3,7 18.04.1997 | 1,7 04.05.21  | 5,7 21.06.1992 | 7,3 12.07.1993 | 7,6 23.08.07  | 3,7 14.09.1998 | −2,5 23.10.1992 | −7,4 28.11.05 | −9 21.12.09   | −10,3 2002 |
| Record de chaleur (°C) date du record | 20,8 31.01.20  | 24,2 27.02.19 | 26,7 18.03.1997 | 30,4 29.04.05   | 33,9 31.05.01 | 41,1 28.06.19  | 39,9 31.07.18  | 41,6 22.08.23 | 35,3 23.09.18  | 31,4 01.10.23   | 23,7 14.11.23 | 19,8 29.12.21 | 41,6 2023  |
| Ensoleillement (h)                    | 6,2            | 7,4           | 8,7             | 10,1            | 11,7          | 13             | 13,1           | 11,9          | 10             | 7,7             | 6,7           | 6,1           | 9,4        |
| Précipitations (mm)                   | 53,3           | 35,3          | 38,2            | 60,8            | 51,9          | 39,4           | 31,4           | 36,9          | 93,2           | 88,2            | 95,9          | 48,3          | 672,8      |

| Diagramme climatique                                  |             |             |             |              |            |            |              |            |              |             |             |
| J                                                     | F           | M           | A           | M            | J          | J          | A            | S          | O            | N           | D           |
| 10,5253,3                                             | 12,22,235,3 | 16,44,738,2 | 19,47,160,8 | 23,610,851,9 | 2814,739,4 | 30,81731,4 | 30,616,736,9 | 25,51393,2 | 20,610,188,2 | 14,45,795,9 | 10,92,748,3 |
| Moyennes : • Temp. maxi et mini °C • Précipitation mm |             |             |             |              |            |            |              |            |              |             |             |

Les paramètres climatiques de la commune ont été estimés pour le milieu du siècle (2041-2070) selon différents scénarios d'émission de gaz à effet de serre à partir des nouvelles projections climatiques de référence DRIAS-2020. Ils sont consultables sur un site dédié publié par Météo-France en novembre 2022.

#### Relevés météorologiques
| Mois                              | jan. | fév. | mars | avril | mai  | juin | jui. | août | sep. | oct. | nov. | déc. | année |
| --------------------------------- | ---- | ---- | ---- | ----- | ---- | ---- | ---- | ---- | ---- | ---- | ---- | ---- | ----- |
| Température minimale moyenne (°C) | 2    | 3    | 6    | 8     | 12   | 15   | 18   | 18   | 14   | 11   | 6    | 3    | 9,6   |
| Température moyenne (°C)          | 6    | 7,5  | 11   | 13    | 17,5 | 21   | 24   | 24   | 19,5 | 15,5 | 8,5  | 7,5  | 14,7  |
| Température maximale moyenne (°C) | 10   | 12   | 16   | 18    | 23   | 27   | 30   | 30   | 25   | 20   | 13   | 10   | 19,75 |
| dont pluie (mm)                   | 36,5 | 23,3 | 24,9 | 47,5  | 45,6 | 25,4 | 20,9 | 29,1 | 89,8 | 59,6 | 52,8 | 34   | 495,4 |

Selon Météo-France, le nombre par an de jours de pluies supérieures à 2,5 litres par mètre carré est de 45 et la quantité d'eau, pluie et neige confondues, est de 660 litres par mètre carré. Les températures moyennes oscillent entre 0 et 30 °C selon la saison. Le record de température depuis l'existence de la station de l'INRA est de 40,5 °C lors de la canicule européenne de 2003 le 5 août (et 39,8 °C le 18 août 2009) et −12,8 °C le 5 janvier 1985. Les relevés météorologiques ont lieu à l'Agroparc d'Avignon.
|                | Vaucluse                            | moyenne nationale |
| -------------- | ----------------------------------- | ----------------- |
| Ensoleillement | 2 800 h/an                          | 1 973 h/an        |
| Pluie          | 700 mm/an (sur 80 jours)            | 770 mm/an         |
| Vent           | 110 j/an essentiellement du Mistral |                   |

#### Le mistral
Le vent principal est le mistral, dont la vitesse peut aller au-delà des 110 km/h. Il souffle entre 120 et 160 jours par an, avec une vitesse de 90 km/h par rafale en moyenne. Le tableau suivant indique les différentes vitesses du mistral enregistrées par les stations d'Orange et Carpentras-Serres dans le sud de la vallée du Rhône et sa fréquence au cours de l'année 2006. La normale correspond à la moyenne des 53 dernières années pour les relevés météorologiques d'Orange et à celle des 42 dernières pour Carpentras.
Légende : « = » : idem à la normale ; « + » : supérieur à la normale ; « - » : inférieur à la normale.
|                                                      | Jan.     | Fev.     | Mar.     | Avr.    | Mai.    | Jui.     | Juil.   | Aoû.    | Sept.   | Oct.    | Nov.    | Dec.     |
| Vitesse maximale relevée sur le mois                 | 106 km/h | 127 km/h | 119 km/h | 97 km/h | 94 km/h | 144 km/h | 90 km/h | 90 km/h | 90 km/h | 87 km/h | 91 km/h | 118 km/h |
| Tendance : jours avec une vitesse > 16 m/s (58 km/h) | --       | +++      | ---      | ++++    | ++++    | =        | =       | ++++    | +       | ---     | =       | ++       |

## Urbanisme

### Typologie
Au 1er janvier 2024, Sorgues est catégorisée centre urbain intermédiaire, selon la nouvelle grille communale de densité à sept niveaux définie par l'Insee en 2022.
Elle appartient à l'unité urbaine d'Avignon, une agglomération inter-régionale regroupant 59  communes, dont elle est une commune de la banlieue,,. Par ailleurs la commune fait partie de l'aire d'attraction d'Avignon, dont elle est une commune de la couronne,. Cette aire, qui regroupe 48 communes, est catégorisée dans les aires de 200 000 à moins de 700 000 habitants,.

### Occupation des sols
L'occupation des sols de la commune, telle qu'elle ressort de la base de données européenne d’occupation biophysique des sols Corine Land Cover (CLC), est marquée par l'importance des territoires agricoles (51,9 % en 2018), en diminution par rapport à 1990 (59,3 %). La répartition détaillée en 2018 est la suivante : 
zones agricoles hétérogènes (29,6 %), zones urbanisées (21,4 %), cultures permanentes (20,2 %), zones industrielles ou commerciales et réseaux de communication (12,6 %), eaux continentales (7,7 %), forêts (6,4 %), terres arables (2,1 %). L'évolution de l’occupation des sols de la commune et de ses infrastructures peut être observée sur les différentes représentations cartographiques du territoire : la carte de Cassini (XVIIIe siècle), la carte d'état-major (1820-1866) et les cartes ou photos aériennes de l'IGN pour la période actuelle (1950 à aujourd'hui).

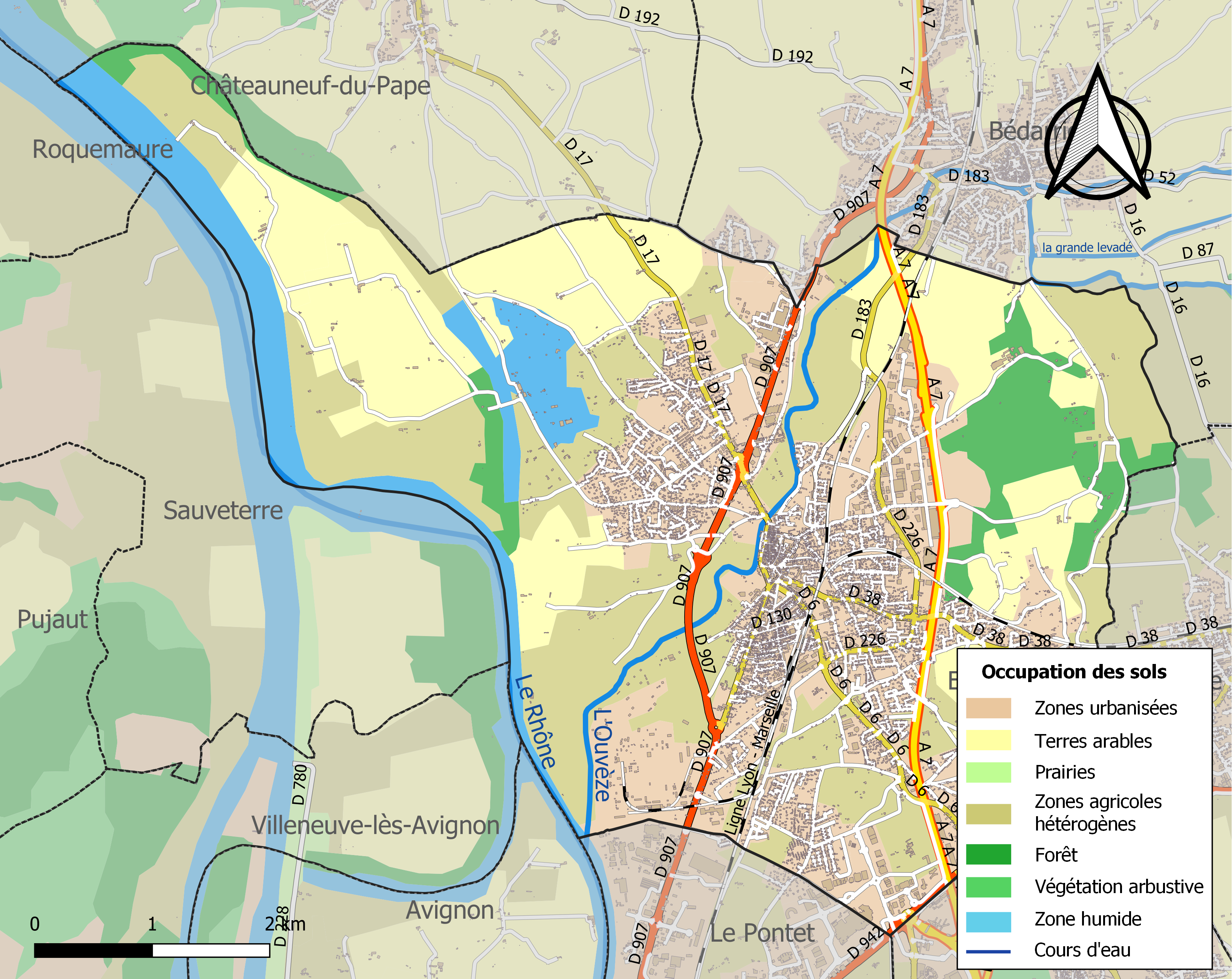
Carte des infrastructures et de l'occupation des sols de la commune en 2018 (CLC).
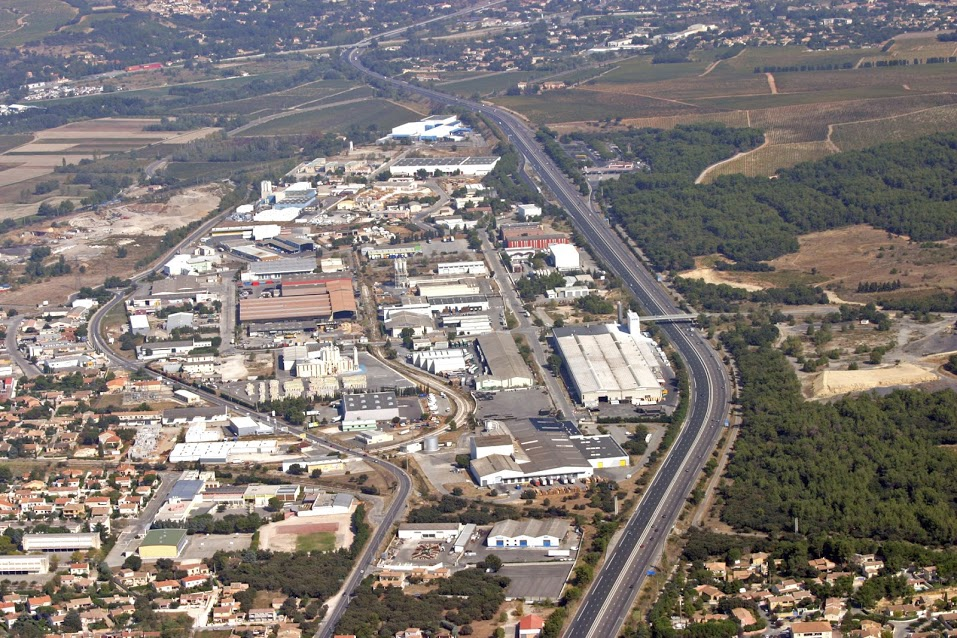
Vue aérienne sur Sorgues.

### Voies de communication et transports
La ville est bordée à l'est par l'autoroute A7 avec un échangeur au niveau du centre commercial Avignon Nord.
Elle bénéficie également de la desserte par les routes départementales D 6 et D 17, prolongée par la D 907 (rocade Ouest). Cette dernière est la déviation de la N7 qui traversait la ville, bordée de platanes.
Sorgues compte une gare SNCF, lignes Avignon-Orange et Avignon-Carpentras (depuis le 25 avril 2015), desservie par les TER.
Depuis début avril 2011, quatre lignes de bus sont à disposition des usagers sorguais et une ligne de bus scolaire, reliant les différents quartiers, la gare et le Centre commercial Avignon Nord au centre-ville.
Sorgues est également desservie par les lignes 2 et 23 du réseau départemental Zou Vaucluse, la reliant au pôle d’échanges multimodal de la gare d’Orange via Beddarides et Courthézon au nord et Le Pontet et Avignon gare centre au Sud à raison d’un bus par heure et par sens en heures creuses et deux bus par heure en heures pleines du lundi au samedi pour la ligne 2 et via chateauneuf du pape et caderousse en direction d’orange pour la ligne 23(Orange Pem/sorgues sncf).Le service du dimanche se fait à raison de 3 bus par sens de circulation pour la ligne 2.
Le réseau Orizo des Transports en commun de la région d’Avignon desservent Le centre commercial Avignon nord situé a 3 kilomètres du centre de Sorgues via la ligne de bus C2 au niveau de l’arrêt Archicote.
La ville bénéficie d’un bon réseau de pistes cyclables sur tout le territoire communal.

## Toponymie
Le nom provençal de Sorgues est Sòrgas (prononcé Sòrgo). Ce nom vient de la rivière Sorgue qui rejoint l'Ouvèze à peu de distance. En provençal, sorga, du latin surgere, « surgir, apparaître », désigne une source importante ou une résurgence donnant naissance à une rivière.
Le nom français officiel de la commune, défini par le Code officiel géographique de l'INSEE, est Sorgues.

## Histoire

### Préhistoire et Antiquité
Lors des travaux sur le territoire de la commune, les fouilles de sauvetages ont permis de vérifier que ce site fut occupé dès le Néolithique. Les stations des Ferrailles et de Saint-Martin ont livré des traces de foyers, poteries, outils lithiques, lames, perçoirs, pointes de flèches.
Mais le plus important site préhistorique se trouve au Mourre de Sève, sur la route d'Entraigues, et date de l'époque d'Hallstatt, au premier Âge du Fer. Son occupation eut lieu entre le VIe et le IIe siècle avant notre ère. Les fouilles ont mis au jour des vestiges prouvant des relations commerciales avec les Phocéens de Massalia, en particulier des amphores massaliotes à pâte micacée, une coupe attique et des pièces de céramiques décorées.
La cause de l'abandon de ce site fut la bataille de Vindalium, qui en 121 av. J.-C. opposa le consul Domitius Ahenobarbus, et ses légions, aux Arvernes de Bituit et aux Allobroges de Teutomalius. Les Celtes furent vaincus et la petite cité de Vindalion détruite.
L'Itinéraire d'Antonin note sur la Via Agrippa, entre Avignon et Orange, un relai désigné sous le vocable de Cypresseta qui vient de Cypris « la Chypriote », surnom d'Aphrodrite (Vénus romaine), port ionien sur le Rhône ; son emplacement se trouvait au lieu-dit la Traille, au confluent du Rhône et de l'Ouvèze, où ont été dégagées, lors de fouilles, des substructions, des urnes et des amphores.

### Moyen Âge

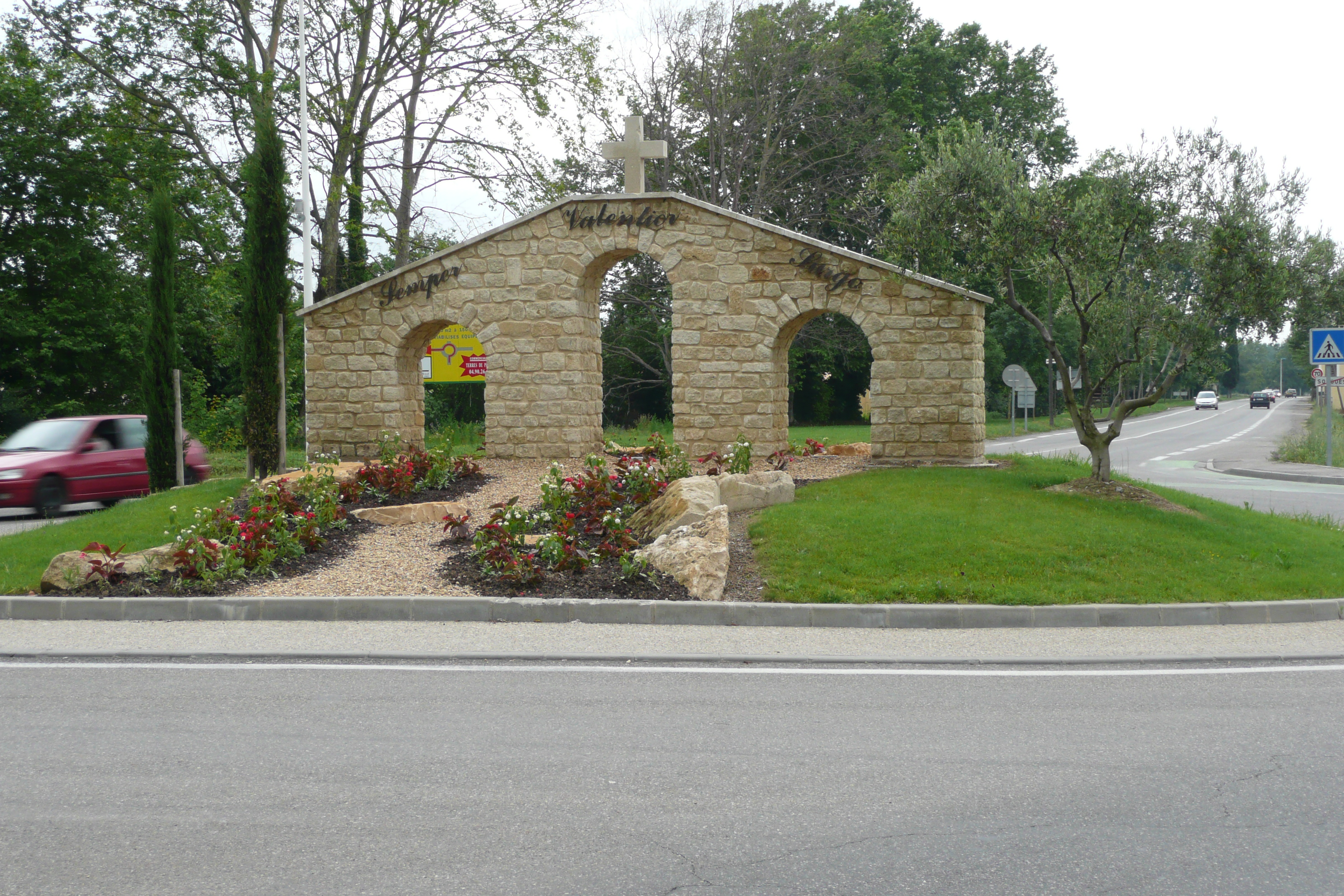
Reconstitution du premier pont en pierre de Sorgues (carrefour des voies route de Vedène/allée de la Lautière/ allée Louis Métrat).

Dans la seconde moitié du XIe siècle, un pont de pierre fut construit en remplacement d'un vétuste pont de bois. Désormais la cité, dès 1063, prit le nom de Pons Sorgie, Pons-de-Sorgo en provençal et Pont-de-Sorgue en français. Le comte de Toulouse, suzerain du comté de Provence, fit ériger un castrum pour défendre ce passage. Lors de la transaction de 1125, entre Alphonse Jourdain, comte de Toulouse et de Provence et Raimond Bérenger Ier, fils du comte de Barcelone et comte de Forcalquier, pour le partage de la Provence, le castrum fut laissé dans l'indivision.
Du Xe siècle à la fin du XIIe siècle, l’église Saint-Martin-de-Gigognan (détruite dans les années 1990) appartenait à l’abbaye Saint-André de Villeneuve-lès-Avignon qui en percevait les revenus.
Raymond V de Toulouse y créa un Hôtel des monnaies.
Au mois d'avril 1212, Raymond VI convint que le consulat de Sorgues serait désormais sous la dépendance de celui d'Avignon qui devrait désigner trois consuls parmi les co-seigneurs et notables de la cité. Les fortifications défendant la ville furent abattues sur ordre de Louis IX, en 1226. Et cette même année, avant d'essayer de contraindre Avignon, cité fidèle au comte de Toulouse, le légat pontifical ordonna aux Sorguais et à Nicolas de Corbie, l'évêque d'Avignon de mettre à bas la forteresse du comte de Toulouse.
Passé en 1274 sous le contrôle de la papauté, les papes se réservèrent le droit de nommer gouverneur, capitaine et viguier. Seule la communauté sorguaise nommait ses consuls chaque année. La cité, compte tenu de son importance stratégique qui en faisait l'avant-poste d'Avignon, ne fut jamais inféodée.

Palais des papes de Sorgues, dessins de Laincel
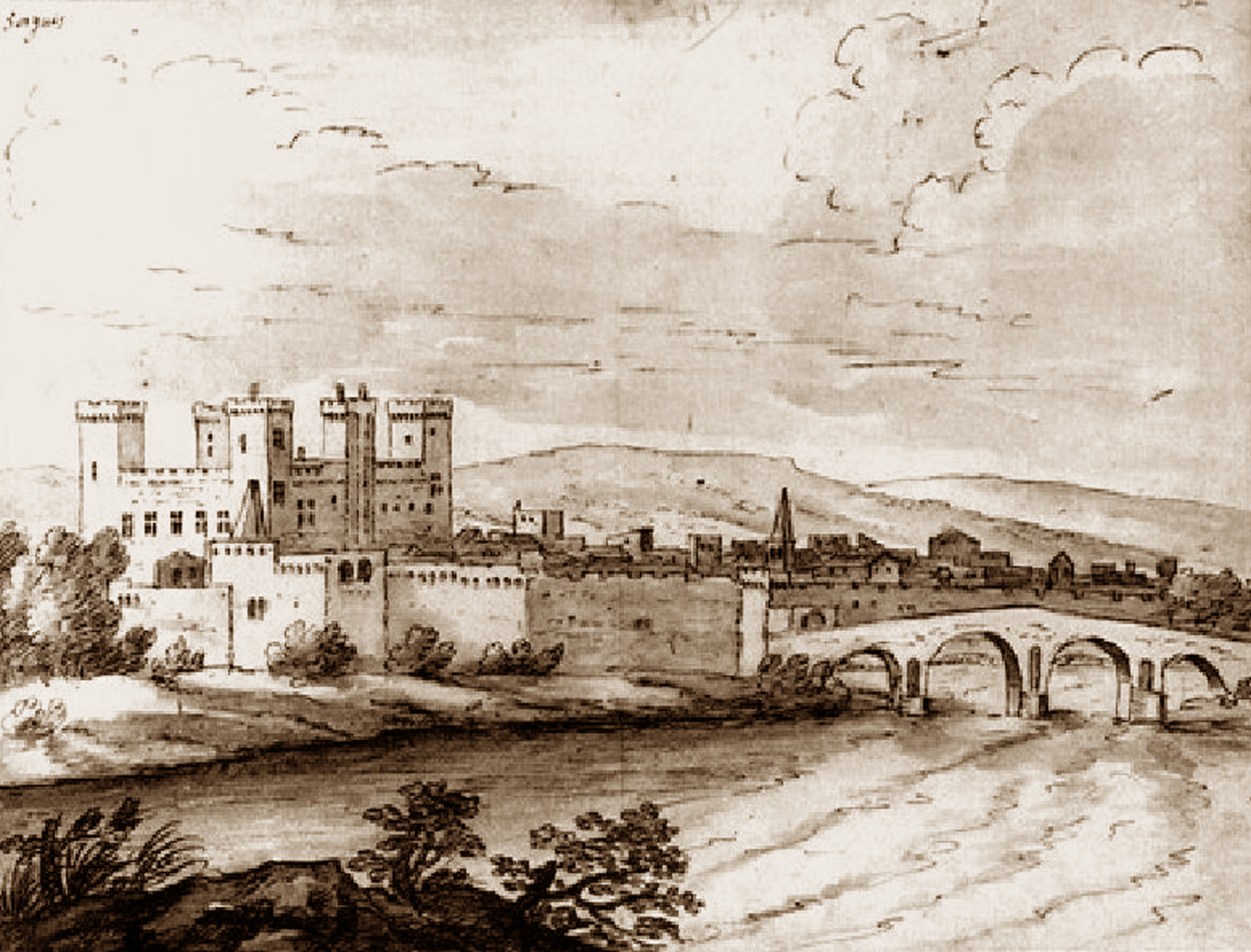
Le pont sur l'Ouvèze.
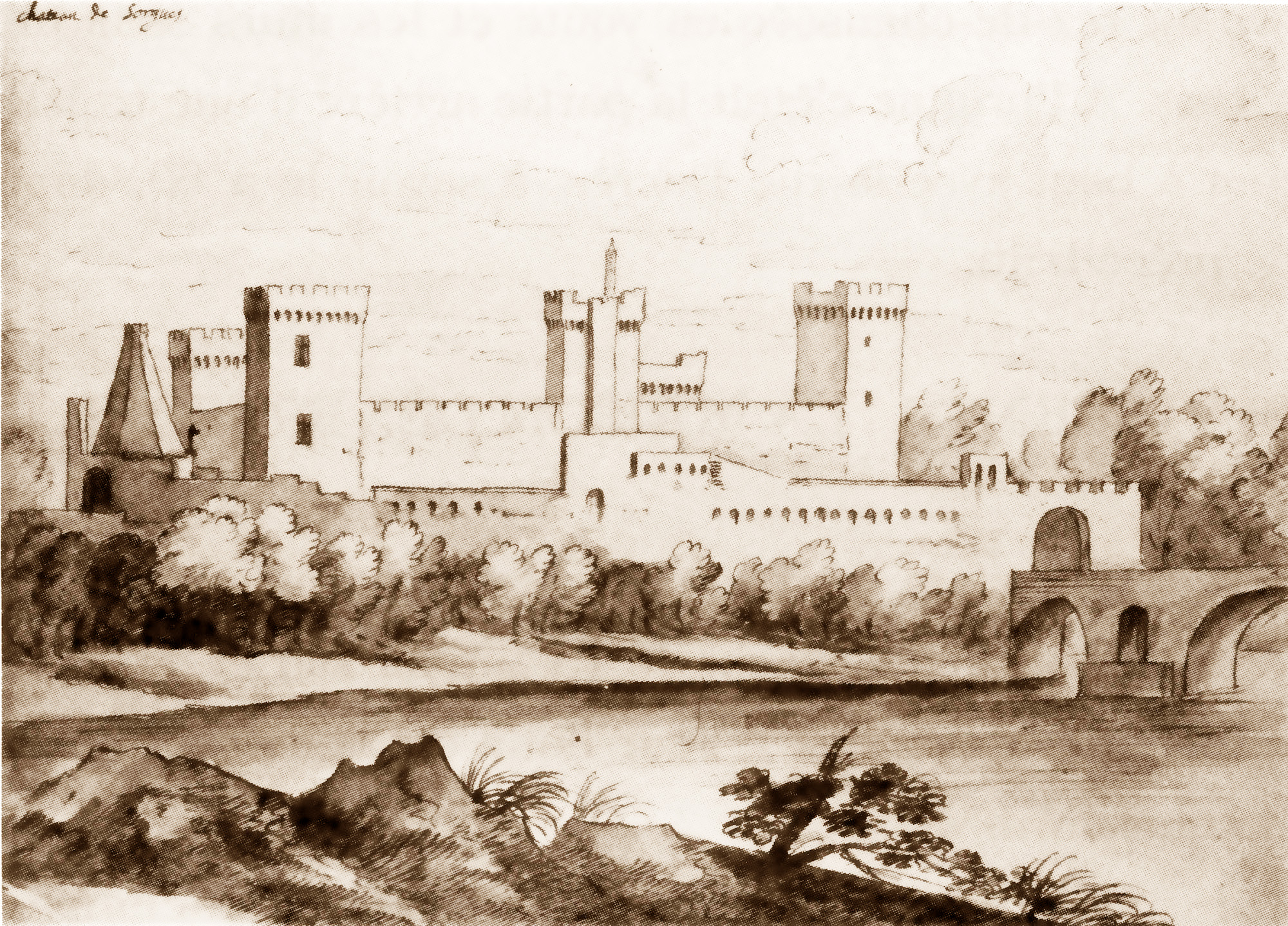
Côté ouest.
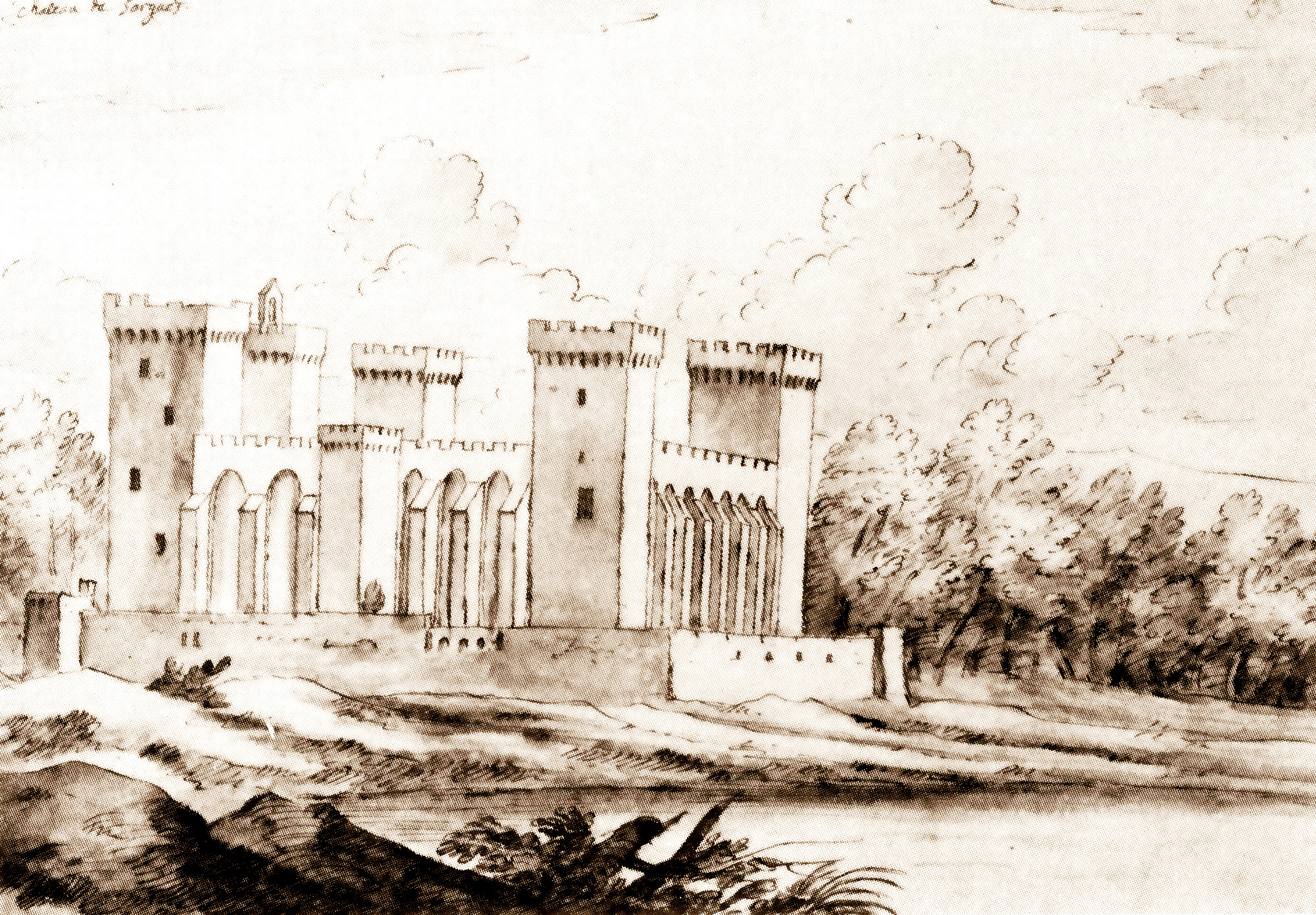
Côté sud-est.

Jean XXII fit édifier, en 1317, le premier palais pontifical sur les bases de l'ancien castrum. En 1322, l'abbé de Cluny rétrocéda à la papauté ses droits sur l'église paroissiale. En 1354, l'Hôtel des monnaies installé à l'intérieur du palais pontifical cessa d'émettre pour être transféré à Avignon. En 1364, Urbain V fit apporter plus de commodités au palais et en fit sa résidence d'été.
En 1562, le baron des Adrets prend le château du Pont de Sorgues. La ville est défendue par une garnison italienne, mais est presque entièrement brûlée.

### Renaissance
Le 2 août 1562, le palais pontifical, défendu par une garnison italienne, fut brûlé par le baron des Adrets, qui ruina aussi le couvent des célestins à Gentilly. Nouvelle catastrophe en décembre 1570, quand les eaux de l'Ouvèze refoulées par une crue du Rhône envahirent la ville, causant de nombreuses victimes. Si la peste de 1580 ne fit que quelques dizaines de morts, la suivante en 1587 fut beaucoup plus meurtrière. De même que celle d'avril 1640 à juillet 1641 qui fit 161 victimes.

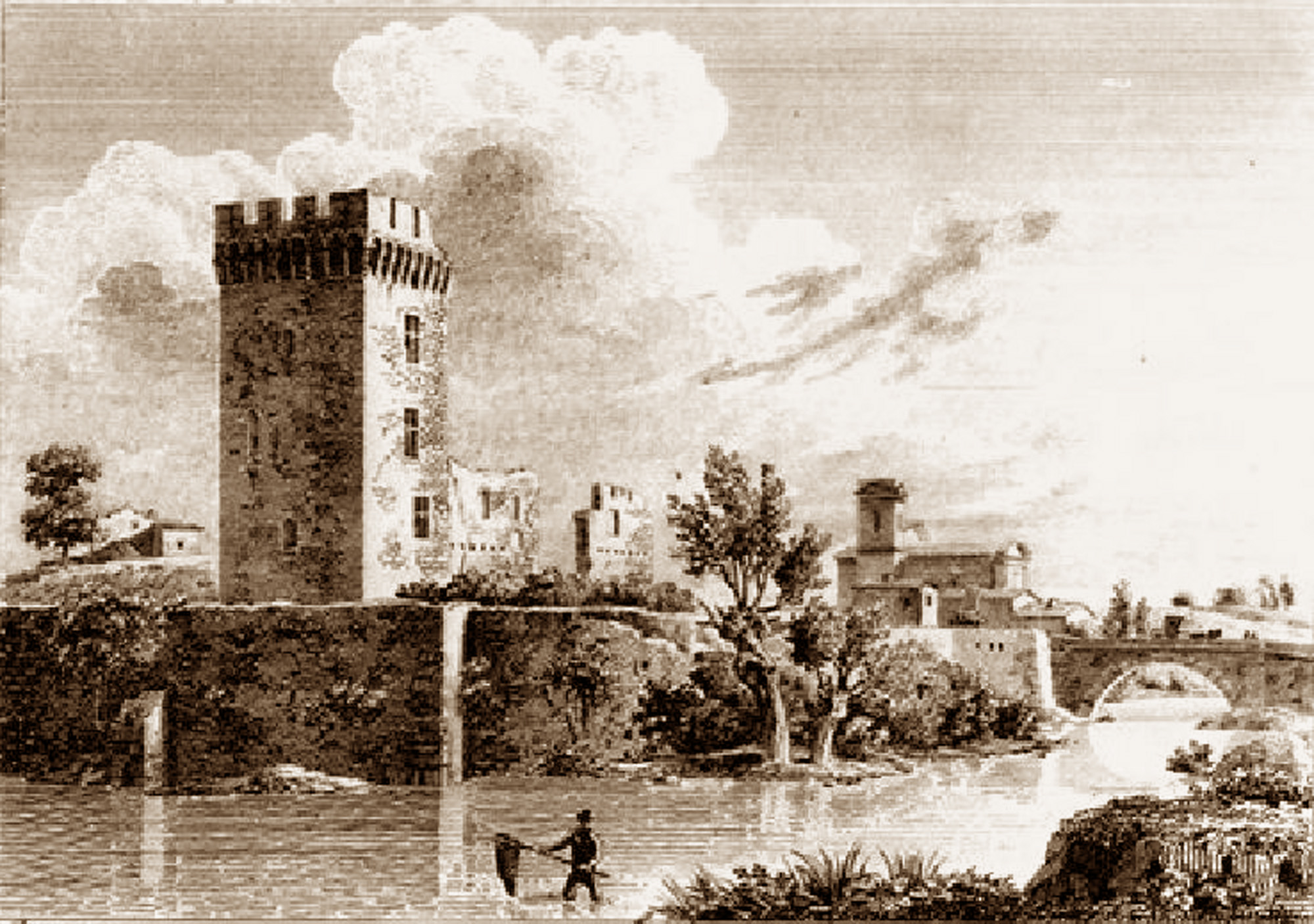
Palais des papes de Sorgues, gravure de Baugéan.
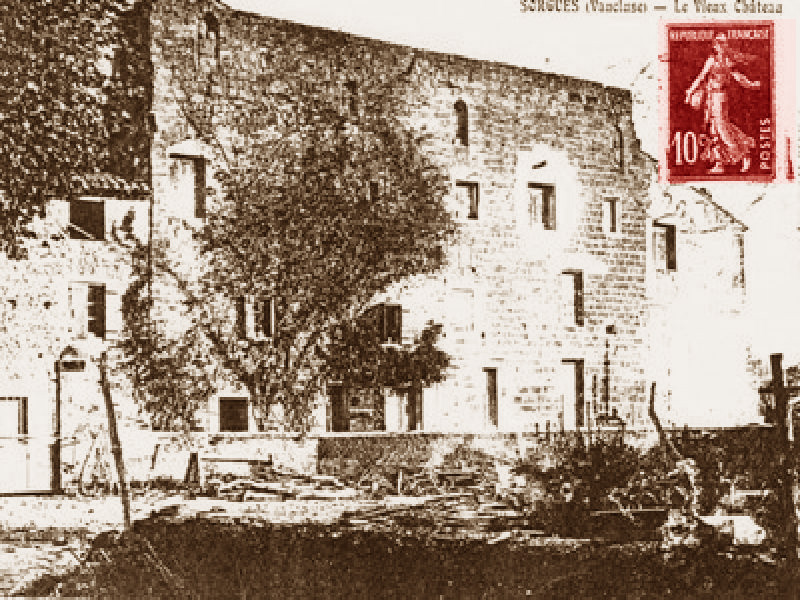
Vestiges du palais des papes de Sorgues en 1907.

### Période moderne
La peste de 1720, dernière en date des grandes pandémies, fit, quant à elle, plusieurs centaines de décès. La Révolution chassa les ordres religieux de la ville, et en particulier les célestins de Gentilly. Le couvent qu'ils occupaient depuis le XIVe siècle fut vendu comme bien national au conventionnel Stanislas Rovère dont le frère Siméon fut l'évêque constitutionnel d'Avignon.
Alors qu'il était encore l'objet de restauration en 1786, les restes du palais pontifical furent, eux aussi, vendus à des entrepreneurs qui utilisèrent les pierres comme matériaux de construction.
En 1840, au cours du mois de novembre, des pluies diluviennes firent monter les eaux jusqu'à 1, 25 m, quant à la crue de 1856, elle atteignit 1, 87 mètre.

### Période contemporaine

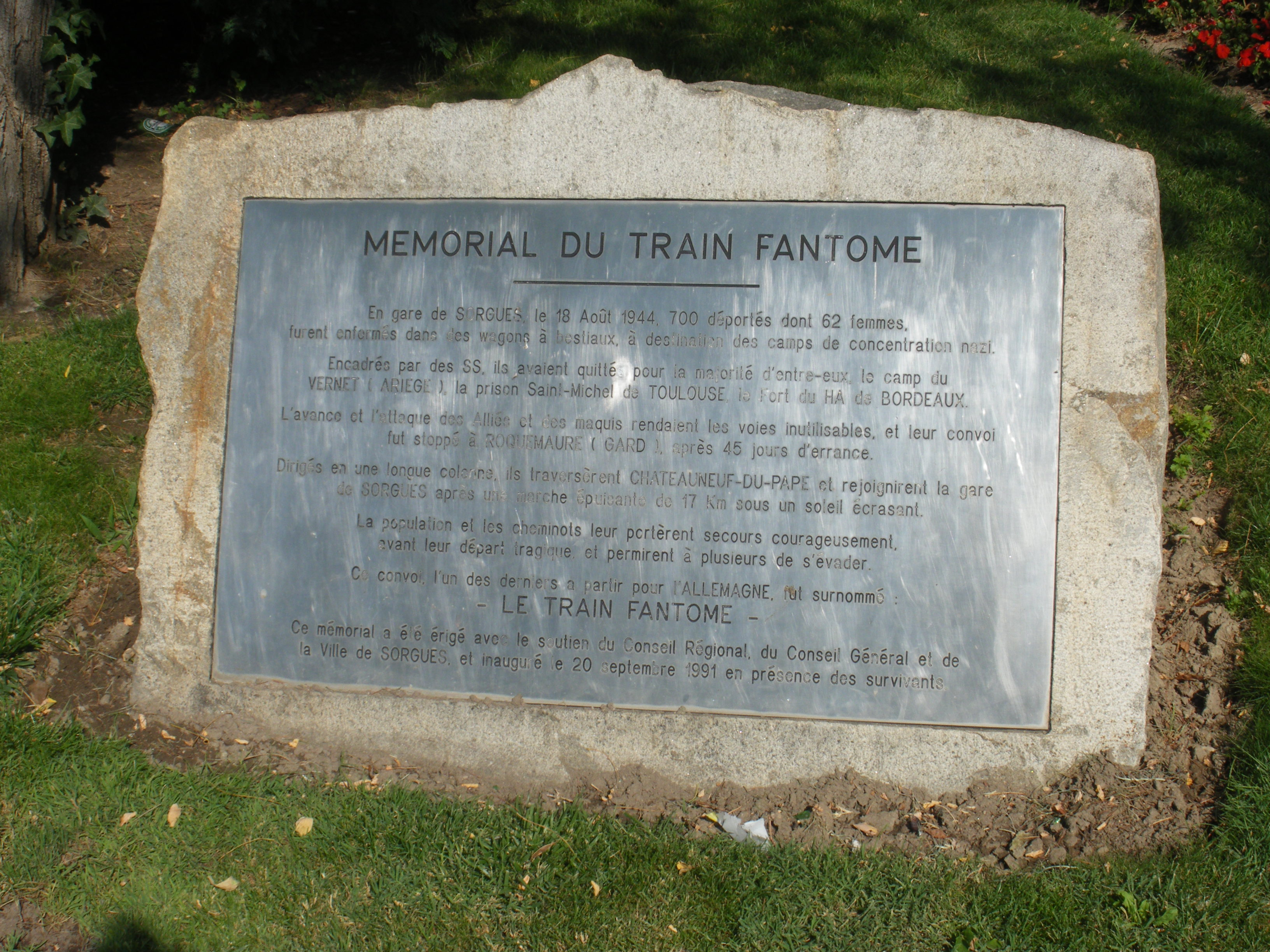
Stèle en mémoire du « Train fantôme ».

C'est le 16 septembre 1926 que le pont suspendu reliant Sorgues à l'île de l'Oiselay fut inauguré.
En 1936, une nouvelle crue de l'Ouvèze provoqua une importante inondation. Elle envahit l'église paroissiale et noya le maître-autel. Alors que le débarquement se préparait en Provence, un dernier train de déportation passa à Sorgues le 18 août 1944 et des résistants aidèrent des prisonniers à s'évader. Le 2 août 1944, cet évènement avait été précédé par des raids aériens alliés qui bombardèrent la ville.
Au cours des années 1960, la ville voit la construction de la cité des Griffons à proximité du centre-ville, sous la forme d'une copropriété de 250 logements. Classée quartier prioritaire, elle est progressivement acquise puis démolie par la ville dans le cadre d'un programme de requalification du centre-ville.

### Devise
Semper valentior surgo (Toujours plus forte je jaillis).

### Liste des maires

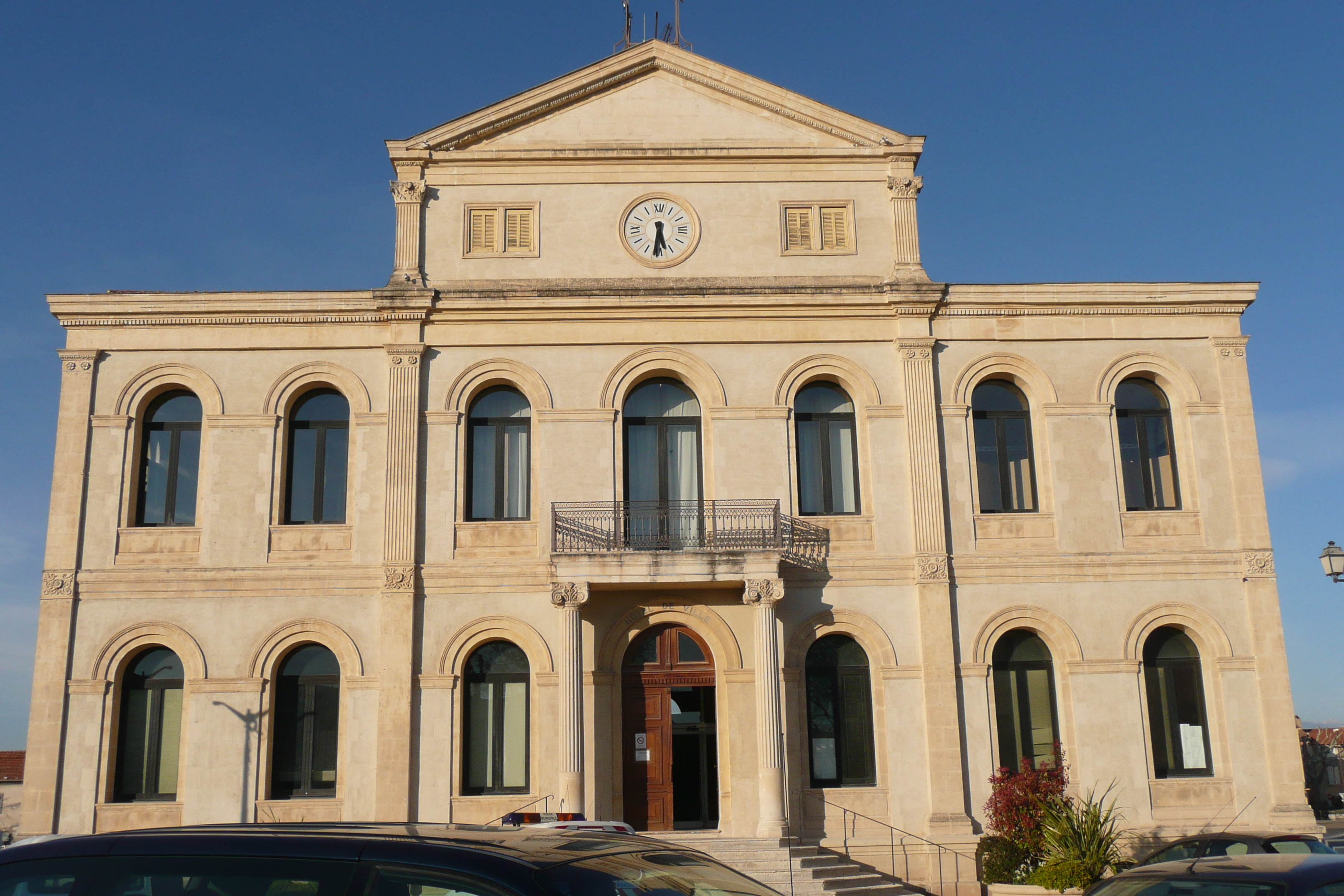
Hôtel de ville de Sorgues.

## Politique et administration

### Tendances politiques et résultats
| Scrutin             | 1er tour | 1er tour | 1er tour | 1er tour | 1er tour | 1er tour | 1er tour | 1er tour | 1er tour | 1er tour  | 1er tour  | 1er tour  | 2d tour        | 2d tour        | 2d tour        | 2d tour        | 2d tour        | 2d tour        | 2d tour        | 2d tour        | 2d tour        | 2d tour |
| Scrutin             | 1er      | 1er      | %        | 2e       | 2e       | %        | 3e       | 3e       | %        | 4e        | 4e        | %         | 1er            | 1er            | %              | 2e             | 2e             | %              | 3e             | 3e             | %              |         |
| ------------------- | -------- | -------- | -------- | -------- | -------- | -------- | -------- | -------- | -------- | --------- | --------- | --------- | -------------- | -------------- | -------------- | -------------- | -------------- | -------------- | -------------- | -------------- | -------------- | ------- |
| Présidentielle 2017 |          | FN       | 39,87    |          | LFI      | 21,86    |          | LREM     | 13,85    |           | LR        | 13,34     |                | FN             | 57,37          |                | LREM           | 42,63          | Pas de 3e      | Pas de 3e      | Pas de 3e      |         |
| Législatives 2017   |          | FN       | 37,84    |          | LREM     | 26,21    |          | LFI      | 12,50    |           | PS        | 10,35     |                | FN             | 56,48          |                | LREM           | 43,52          | Pas de 3e      | Pas de 3e      | Pas de 3e      |         |
| Européennes 2019    |          | RN       | 44,05    |          | LREM     | 13,15    |          | EELV     | 8,25     |           | LFI       | 6,46      | Tour unique    | Tour unique    | Tour unique    | Tour unique    | Tour unique    | Tour unique    | Tour unique    | Tour unique    | Tour unique    |         |
| Municipales 2020    |          | DVD      | 75,56    |          | DIV      | 15,55    |          | RN       | 8,88     | Pas de 4e | Pas de 4e | Pas de 4e | Pas de 2d tour | Pas de 2d tour | Pas de 2d tour | Pas de 2d tour | Pas de 2d tour | Pas de 2d tour | Pas de 2d tour | Pas de 2d tour | Pas de 2d tour |         |
| Présidentielle 2022 |          | RN       | 36,36    |          | LFI      | 22,89    |          | LREM     | 16,46    |           | REC       | 9,88      |                | RN             | 60,81          |                | LREM           | 39,19          | Pas de 3e      | Pas de 3e      | Pas de 3e      |         |
| Législatives 2022   |          | RN       | 42,64    |          | NUP      | 19,83    |          | ENS      | 16,54    |           | REC       | 6,28      |                | RN             | 64,61          |                | ENS            | 35,39          | Pas de 3e      | Pas de 3e      | Pas de 3e      |         |
| Européennes 2024    |          | RN       | 50,30    |          | LFI      | 13,71    |          | REC      | 7,32     |           | ENS       | 7,19      | Tour unique    | Tour unique    | Tour unique    | Tour unique    | Tour unique    | Tour unique    | Tour unique    | Tour unique    | Tour unique    |         |

### Fiscalité
| Taxe                                                | Part communale | Part intercommunale | Part départementale | Part régionale |
| --------------------------------------------------- | -------------- | ------------------- | ------------------- | -------------- |
| Taxe d'habitation (TH)                              | 16,57 %        | 0,00 %              | 7,55 %              | 0,00 %         |
| Taxe foncière sur les propriétés bâties (TFPB)      | 23,83 %        | 0,00 %              | 10,20 %             | 2,36 %         |
| Taxe foncière sur les propriétés non bâties (TFPNB) | 50,61 %        | 0,00 %              | 28,96 %             | 8,85 %         |
| Taxe professionnelle (TP)                           | 0,00 %         | 21,58 %             | 13,00 %             | 3,84 %         |

La part régionale de la taxe d'habitation n'est pas applicable.
La taxe professionnelle est remplacée en 2010 par la cotisation foncière des entreprises (CFE) portant sur la valeur locative des biens immobiliers et par la contribution sur la valeur ajoutée des entreprises (CVAE) (les deux formant la contribution économique territoriale (CET) qui est un impôt local instauré par la loi de finances pour 2010).

### Intercommunalité
Depuis le 1er janvier 2017, Sorgues fait partie de la Communauté de communes les Sorgues du Comtat avec quatre autres communes : Bédarrides, Monteux, Pernes-les-Fontaines et Althen des Paluds, ce qui représente une population de près de 50 000 habitants. Le 1er janvier 2022, celle-ci devient communauté d'agglomération.

### Jumelages
- Wettenberg  Allemagne.

## Démographie
Population en 1789 : 1478 habitants.
L'évolution du nombre d'habitants est connue à travers les recensements de la population effectués dans la commune depuis 1793. Pour les communes de plus de 10 000 habitants les recensements ont lieu chaque année à la suite d'une enquête par sondage auprès d'un échantillon d'adresses représentant 8 % de leurs logements, contrairement aux autres communes qui ont un recensement réel tous les cinq ans,.

En 2022, la commune comptait 19 030 habitants, en évolution de +3,98 % par rapport à 2016 (Vaucluse : +1,73 %, France hors Mayotte : +2,11 %).
| 1793  | 1800  | 1806  | 1821  | 1831  | 1836  | 1841  | 1846  | 1851  |
| ----- | ----- | ----- | ----- | ----- | ----- | ----- | ----- | ----- |
| 1 500 | 1 372 | 1 562 | 1 891 | 2 518 | 2 797 | 3 045 | 3 175 | 3 300 |

| 1856  | 1861  | 1866  | 1872  | 1876  | 1881  | 1886  | 1891  | 1896  |
| ----- | ----- | ----- | ----- | ----- | ----- | ----- | ----- | ----- |
| 4 085 | 4 775 | 4 769 | 4 550 | 4 169 | 4 006 | 4 122 | 4 047 | 4 161 |

| 1901  | 1906  | 1911  | 1921  | 1926  | 1931  | 1936  | 1946  | 1954  |
| ----- | ----- | ----- | ----- | ----- | ----- | ----- | ----- | ----- |
| 4 248 | 4 260 | 4 307 | 4 617 | 5 039 | 5 367 | 5 508 | 7 307 | 7 879 |

| 1962   | 1968   | 1975   | 1982   | 1990   | 1999   | 2006   | 2011   | 2016   |
| ------ | ------ | ------ | ------ | ------ | ------ | ------ | ------ | ------ |
| 10 538 | 13 624 | 15 037 | 17 112 | 17 236 | 17 539 | 18 411 | 18 222 | 18 301 |

| 2021   | 2022   | - | - | - | - | - | - | - |
| ------ | ------ | - | - | - | - | - | - | - |
| 19 117 | 19 030 | - | - | - | - | - | - | - |

## Économie
Les principales entreprises du secteur sont : Valerian (107 M€ de CA), Idyl (64 M€ de CA) et RPDA (30 M€ de CA).
Autre entreprise présente : Eurenco (90 M€ de CA) où sont élaborés des explosifs à usage militaire et un important additif pour les carburants diesel (1er producteur mondial). Eurenco est une filiale du groupe historique de la Société nationale des poudres et explosifs (SNPE),.

### Agriculture
Une partie du terroir de la commune fait partie de l'AOC Châteauneuf-du-pape, appellation locale ou cru des Côtes-du-rhône méridionales. En plus de Sorgues, l'appellation, la deuxième en importance après celle de Saint-Émilion, couvre la commune de Châteauneuf-du-Pape et une partie de celles d'Orange, Bédarrides et Courthézon. Les vendanges y sont obligatoirement faites à la main, donc sans mécanisation. La syrah introduite plus tardivement sur l'appellation est conduite sur fils et en taille Guyot. Pour tous les autres cépages de l'appellation, c'est la taille Gobelet à deux yeux par courson avec un maximum quinze yeux francs par cep en plus du bourillon. Le rendement a été fixé à 35 hl/ha. De plus, la vendange subit la rapée qui élimine nécessairement 5 % des grappes avant vinification.
L'on note aussi diverses cultures fruitières et maraîchères.

### Industrie
Le dynamisme économique de la ville est important et se traduit par la présence de nombreuses zones d’activités, notamment commerciales et industrielles, sur l’ensemble du territoire. Au total, on peut compter 10 zones, regroupant près de 300 entreprises et qui représentent au total une superficie de 360 ha. Les zones d’activités sont :
- L’espace d’activités Sainte-Anne, créé en 1990, d’une superficie de 25 ha. Située non loin de l’échangeur autoroutier d’Avignon-Nord, la ZAC Sainte-Anne accueille principalement des entreprises de transport, mais se diversifie dans l’activité à vocation tertiaire, de services, et de métiers liés aux énergies renouvelables. Sur les 25 hectares de cette zone, 26 entreprises sont installées : des PME, des PMI, des sociétés de service et de logistique. Cette zone représente environ 930 emplois.
- La ZAC du Fournalet, initiée en 1962, d’une superficie de 70 ha. Cette zone a une vocation industrielle et artisanale.
- La ZAC Val du soleil créée en 1992, d’une superficie de 2,2 ha et à vocation médicale et hôtelière.
- La zone d’activités de la Marquette créée dans les années 1970, d’une superficie de 20 ha et à vocation commerciale.
- La zone d’activités de la Bécassière créée en 2008, d’une superficie de 8 ha et à vocation industrielle.
- La zone d’activités du Pont de la Traille créée en 1989, d’une superficie de 3,2 ha et à vocation PME, PMI, services.
- La zone d’activités Boisvassière créée dans les années 1980, d’une superficie de 18 ha et à vocation artisanale.
- La zone Porte de Vaucluse créée en 1984, d’une superficie de 42 ha et à vocation commerciale.
- La ZAC du village d’entreprises ERO créée en 1986, d’une superficie de 10,2 ha et à vocation artisanale PME, PMI.
- La ZAC de la Malautière d’une superficie de 116 ha à vocation artisanale, PME, PMI.

## Vie pratique
Sorgues possède tous les types de commerces.
Elle dispose d'une police municipale, d'une structure multi-accueil (« La Coquille ») et d'un centre d’animation socio-éducatif (CASEVS).

### Enseignement
Les différents établissements d'éducation de la commune sont les suivants :
- École maternelle et primaire les Becassières ;
- École maternelle la Pinède ;
- École maternelle publique Ramières ;
- École maternelle publique du Parc ;
- École maternelle publique Gérard-Philipe ;
- École maternelle et primaire Marie-Rivier (privé) ;
- École publique maternelle et primaire Elsa-Triolet ;
- École publique maternelle et primaire Frédéric-Mistral ;
- École Rudolf-Steiner ;
- École publique élémentaire Maillaude ;
- École Mourre-de-Sève ;
- École Jean-Jaurès ;
- École Sévigné ;
- Collège d'enseignement secondaire Denis-Diderot ;
- Collège Voltaire[51] ;
- Collège Marie-Rivier (privé) ;
- Lycée professionnel de Sorgues[52].

### Vie culturelle
La commune dispose d’un pôle culturel, le pôle Camille Claudel, créé en 2011, avec une programmation riche et variée regroupe plusieurs structures culturelles : la médiathèque Jean-Tortel, l’école municipale de musique et de danse Marius-Imbert, l’espace culturel des loisirs et des arts (E.C.L.A), l'Accueil Municipal des Jeunes (AMDJ). Il dispose d'une salle de spectacles de 181 places et héberge plusieurs associations et disciplines artistiques (musique, peinture, danse, cinéma, expositions, spectacles et conférences). Parmi ces associations sorguaises se trouve la Société Littéraire de Sorgues qui est la plus ancienne société savante de Vaucluse.

### Sports
La commune dispose d'installations et équipements (stade, piscine, tennis, école de danse, etc.) ayant permis l'apparition de nombreux clubs de sport (basket-ball, rugby, volley-ball, football, athlétisme, tennis, natation, handball, escrime, etc.). Le club de football l'Espérance sorguaise a vu débuter le footballeur professionnel Teddy Richert.
L'équipe phare de la ville est le Sorgues Basket Club qui évolue en Nationale 1 (3e division nationale).
Rugby à XV
Le Rugby club sorguais Rhône Ouvèze.
Le 9 juin 2010, Sorgues est ville d'arrivée d'une étape du Critérium du Dauphiné 2010. Pour la première fois, Sorgues sera ville-départ d'une étape du Tour de France 2021 en direction de Malaucène, après un double passage au sommet du Géant de Provence.
Dans la piscine municipale située rue de la Coquille, a été établi un record du monde par quatre nageurs, Matthieu Merlin, Vivian Perez, Nicolas Blanc et Julien Grellier. Les 26 et 27 janvier 2002, ils ont nagé pendant 16 heures en relais de 100 m et ont parcouru 72 800 m.

### Santé
La commune dispose des services de plusieurs pharmacies, de médecins généralistes et spécialistes, d'infirmiers, etc. L'hôpital important le plus proche est sur Avignon. Une unité détachée du centre hospitalier de Montfavet y présente trois structures : CMP (centre médio-Psychiatrique), CMPP (centre médico-psychiatrique pédiatrique) et un hôpital de jour (Pôle Avignon nord Sorgues).

### Cultes

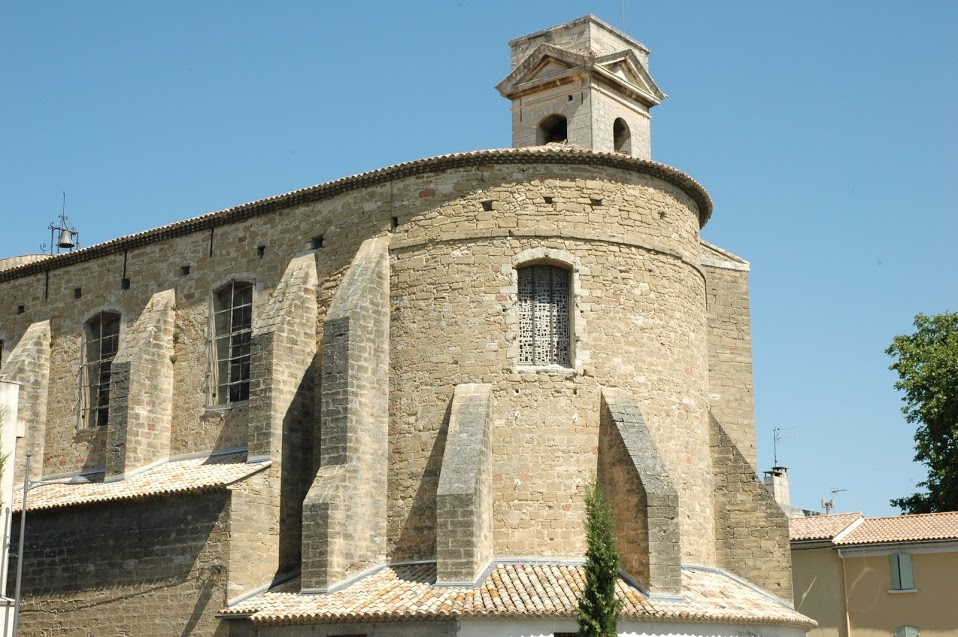
L'église.

Plusieurs cultes se pratiquent sur la commune. Les deux principaux, qui ont des locaux dédiés sont le culte catholique et le culte musulman.

### Environnement
La commune dispose d'une station d’épuration. La communauté de communes des Pays du Rhône et Ouvèze a pour compétence la collecte et traitement des déchets des ménages et déchets assimilés et la protection et mise en valeur de l'environnement.

## Lieux et monuments
Il existe sur le territoire de la commune plusieurs bâtiments historiques ou dignes d'intérêt.

### Patrimoine civil

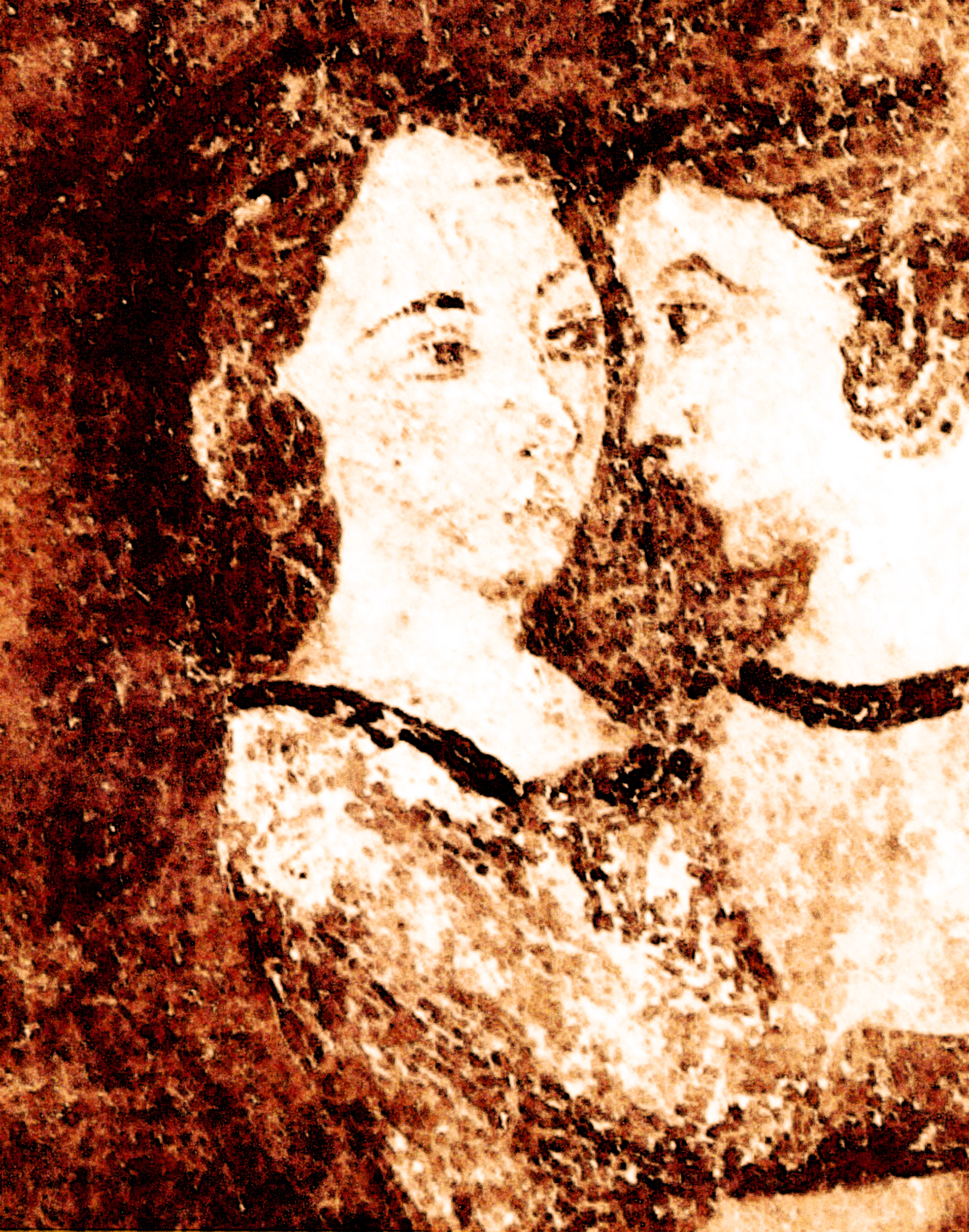
Fresque des femmes à la fontaine qui décorait la maison de Juan Fernandez de Heredia, dite maison de la reine Jeanne.

- Les vestiges du palais des papes de Sorgues construit par le pape Jean XXII : donjon carré et restes de courtines intégrés à des habitations. Localisation : centre-ville, rue du Château.
- La maison dite « de la reine Jeanne » (XIVe siècle) : ensemble des bâtiments (IMH), où résida Juan Fernandez de Heredia, avec sa cour intérieure et sa chapelle ; ses peintures murales du XIVe siècle transportées au Louvre[57],[58]. Localisation : 87 rue de la Tour.
- L'hôtel de la Monnaie (XIVe siècle) : élévation et toiture (Notice no PA00082222, sur la plateforme ouverte du patrimoine, base Mérimée, ministère français de la Culture IMH le 14/10/1991). Représentatif de l'architecture en Comtat Venaissin de cette époque. Localisation : 300 rue Ducrès.
- Le château Saint-Hubert (XVIIIe siècle) : belle façade avec pavillon central arrondi, couronnée d'une balustrade ornée de pot-à-feu (toiture inscr. MH le 28/10/1949). Ce château comportait un jardin en façade entouré d'un mur surmonté de grilles ainsi que d'un portail en fer forgé (lieu actuel non connu). Il surplombait à l'arrière sur un jardin privé devenu aujourd'hui parc municipal (largement remanié). Localisation : centre-ville, avenue d'Avignon.
- Le château de Brantes (ou de Silvan) (XVIIIe et XIXe siècles) (IMH 6/11/1987) : bâtiment central et deux corps de bâtiment en aile ; portail, grille d'honneur ; jardin (classé jardin remarquable) ; vaste parc planté sur le pourtour de grands platanes l'isolant des constructions modernes alentour. Cette propriété appartient toujours à la famille Sauvage de Brantes, famille d'Anne-Aymone Giscard d'Estaing. Des visites guidées sont organisées sur rendez-vous de Pâques à La Toussaint[59] et différentes animations marquent les saisons. En particulier, les  « Rendez-vous aux jardins », le premier weekend de juin, sous l’impulsion des « Amis du Jardin de Brantes », avec un programme artistique renouvelé chaque année.
- Le château de La Serre : médiéval et Renaissance, lourdement restauré au XIXe siècle en style néo-Renaissance.
- Château d'Oiselay : famille du Laurens d'Oiselay
- Le château du Dragonnet
- Le château Rassis (MJC)
- Le château Pamard (centre aéré)
- La mairie (XIXe siècle) : Grand escalier, stèle monument aux morts.
- Le monument du Train Fantôme : hommage aux victimes du dernier train de déportation passé à Sorgues le 18 août 1944 et aux résistants ayant aidé les évadés.
- Le pont des Arméniers[60] ou des Arméniens[61] : pont suspendu au-dessus d'un bras du Rhône dit bras des Arméniers construit en 1925-1926 pour remplacer les bacs soumis aux caprices du Rhône. Il reliait l'île agricole de l'Oiselet à la ville. Il fut interdit à la circulation en 1975. Inscrit aux Monuments Historiques le 5 novembre 2001[62].
- Les roues à aubes : à l'origine, la plaine de Sorgues est un vaste marécage, gorgé des eaux provenant de Fontaine de Vaucluse, source de la Sorgue. Dès l’époque gallo-romaine, l’homme tente d’assainir et d’aménager cette terre afin de pouvoir s'y installer et cultiver. Le canal de Vaucluse, creusé vers 900, permet d’assécher les terres marécageuses et de développer la cité. De 900 à 1200, le profil en long du canal est modifié pour créer des chutes d’eau, augmentant la force motrice de l'eau.

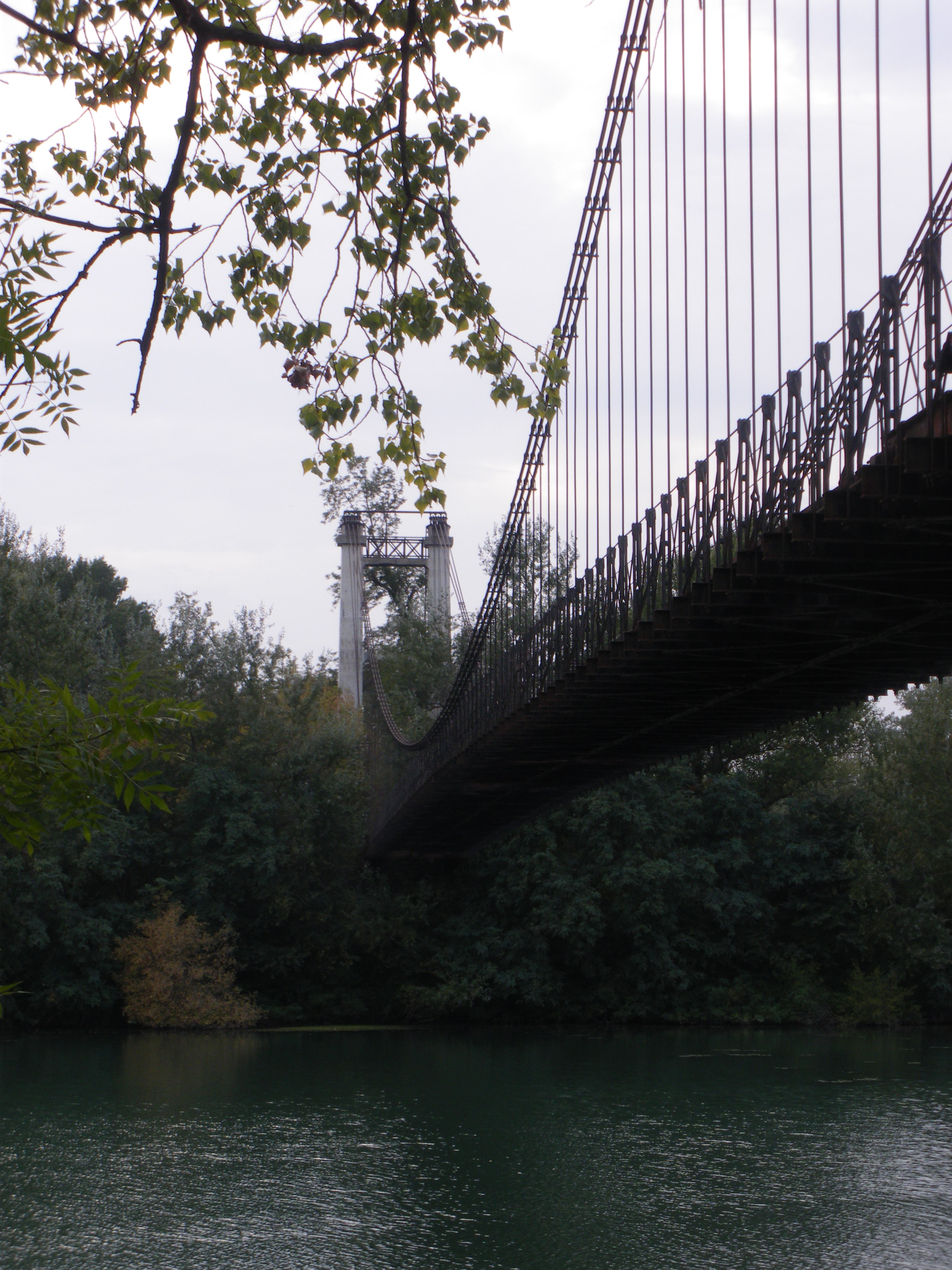
Pont des Arméniers.
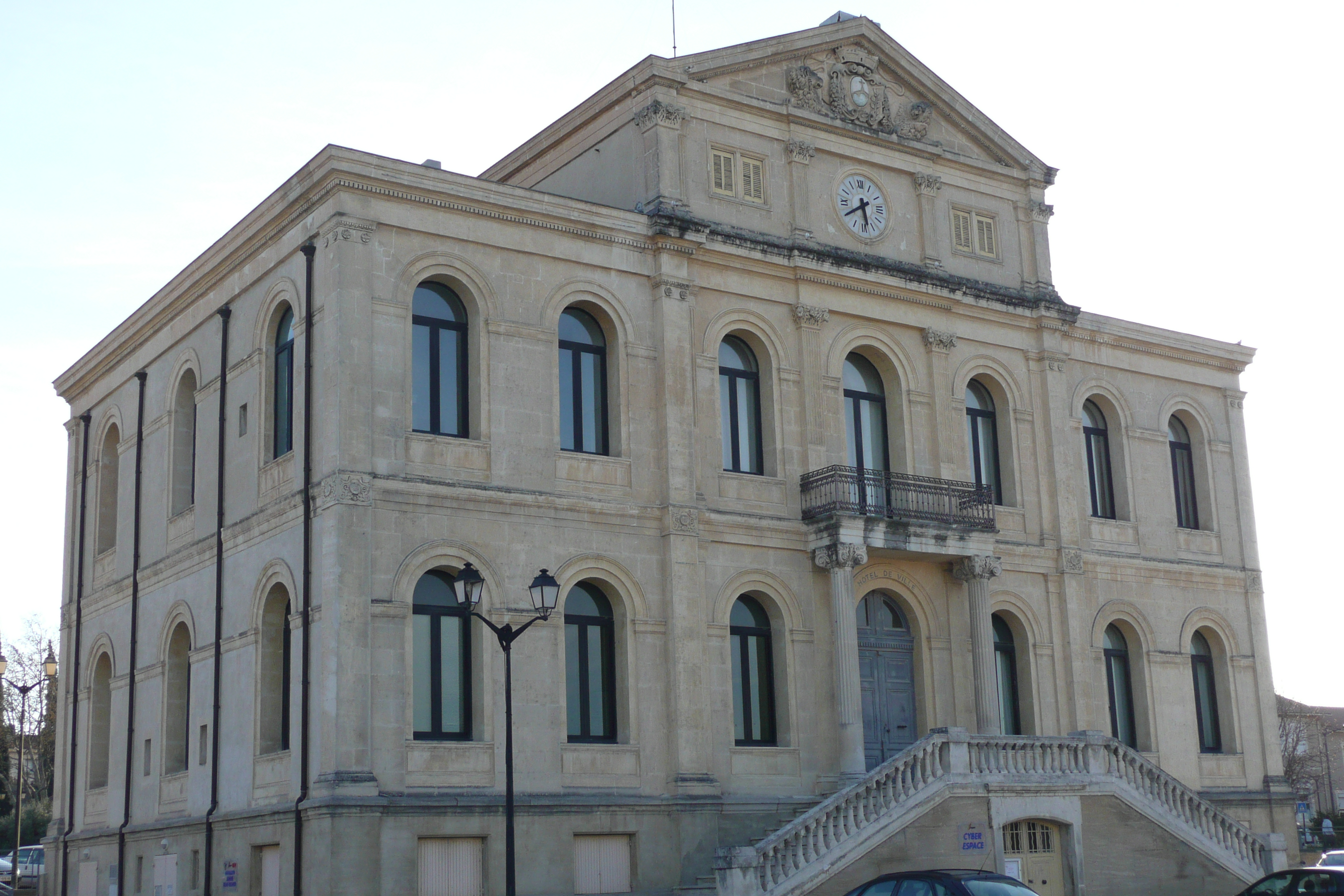
Mairie.
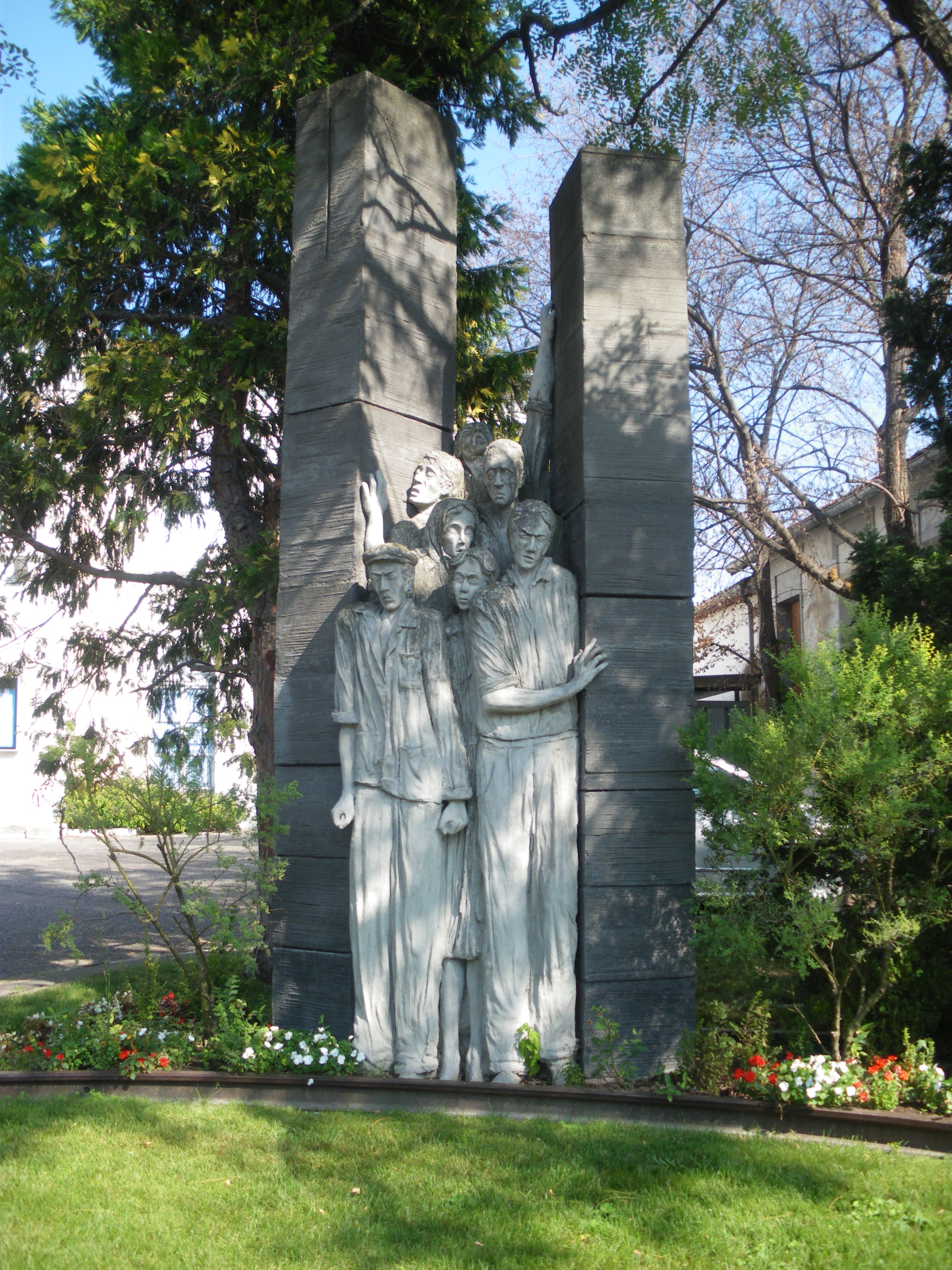
« Monument au Train Fantôme ».

### Patrimoine religieux
- Chapelle Saint-Sixte (XIIe siècle) : abside enchâssée dans une habitation privée (inscrite aux Monuments Historiques le 28/10/1949). Seul le chevet est visible de la rue. Localisation : rue Saint-Sixte[63].
- L'église de la Transfiguration, aussi appelée église du Plan-de-la-Tour, construite entre 1770 et 1774, encore aujourd'hui église paroissiale.
- Domaine de Guerre : monastère.
- Séminaire Redemptoris Mater du diocèse d'Avignon.

### Patrimoine naturel

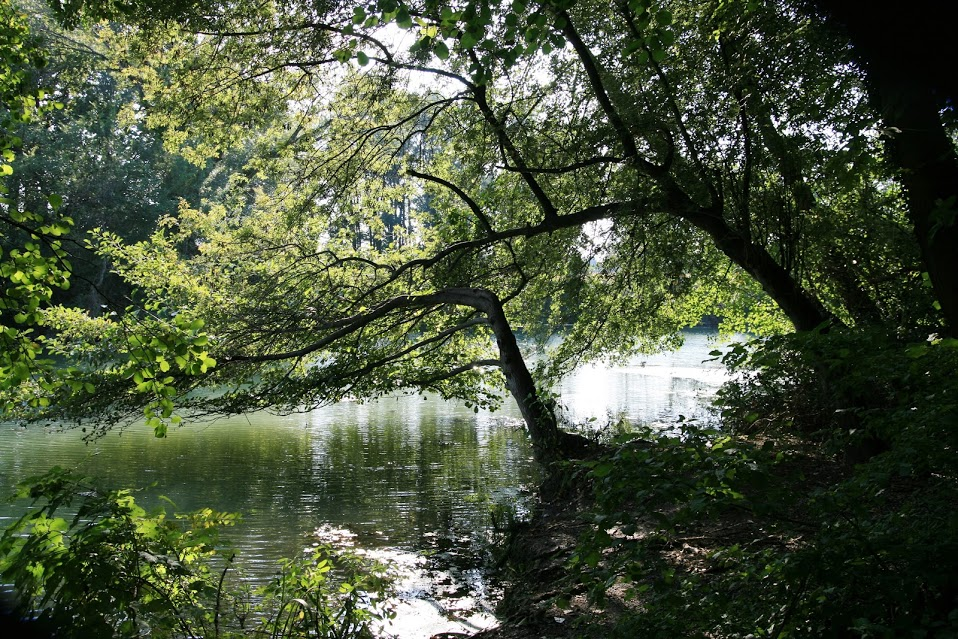
Oiselay.

La ville de Sorgues possède quelques espaces verts et promenades comme la colline du Mourre de Sève où ont été trouvés du mobilier et de la poterie de la Civilisation de Hallstatt et l’île de l’Oiselay

## Personnalités liées à la commune

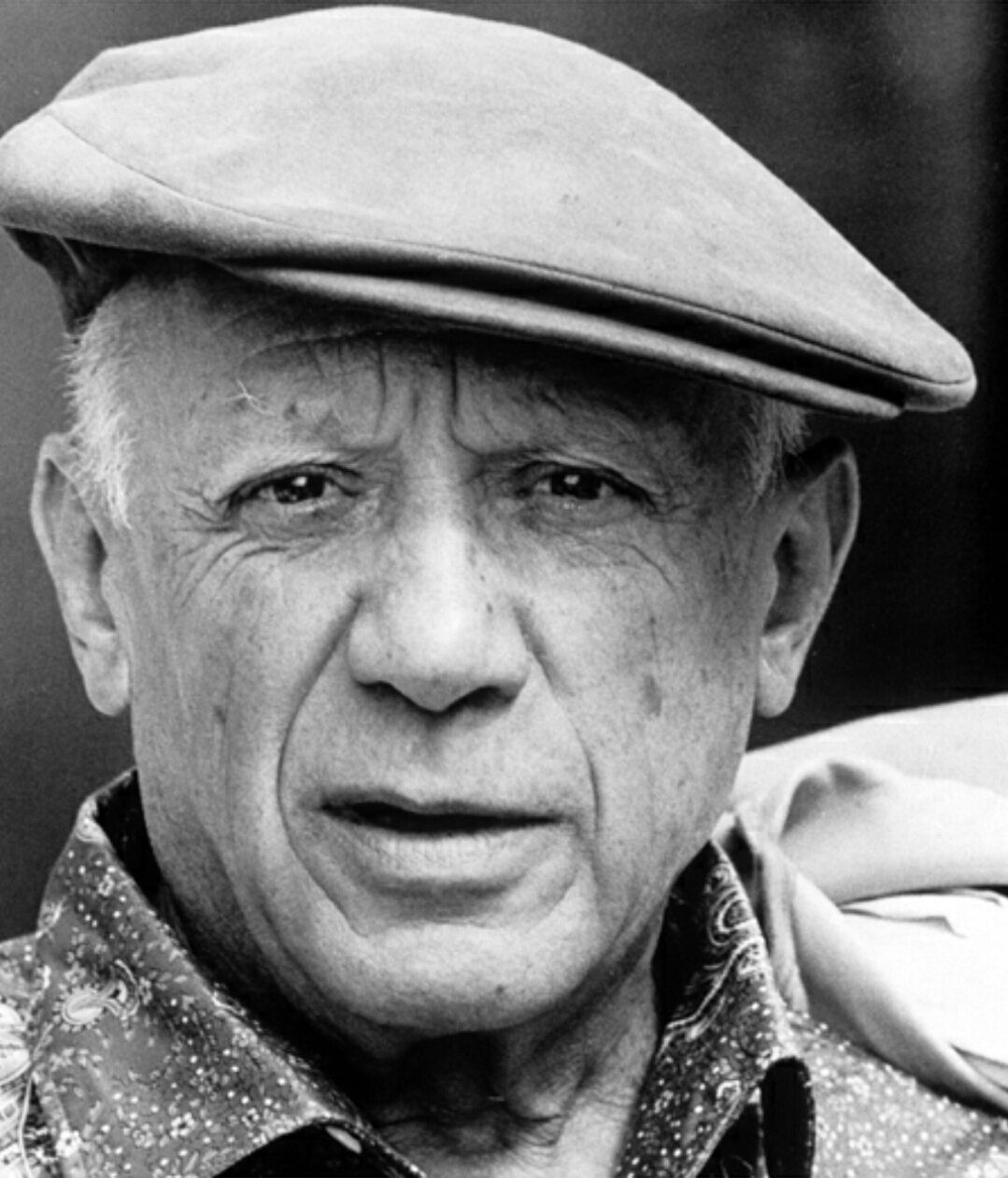
Pablo Picasso,
un des plus célèbres résidents de Sorgues.

- Georges Braque le rejoint en louant la villa Bel-Air début août. Bientôt appelé au front de la Grande Guerre où il est blessé, il ne retourne à Sorgues qu'en 1917 à la fin de sa convalescence[64]. Braque a développé à Sorgues plusieurs techniques dont celle des papiers collés que Picasso adoptera à son tour[65].
- Frédéric Granier (1806-1894), maire d'Avignon sur une courte période en 1848 et sénateur de Vaucluse (1876-1882), décédé à Sorgues.
- Jean-Gérard Lacuée de Cessac (1753-1841), membre de l'institut de France (1796) puis de l'Académie Française, ministre sous le 1er Empire, pair de France à la Restauration. Il acquit le château de Brantes.
- Henri Leenhardt (1822-1904), négociant et maire de Sorgues[66]
- Suzanne Leppien (1907-1982), photographe, tisserande et traductrice franco-allemande s'établit à Sorgues pendant la guerre et y épouse, le 16 août 1941, le peintre Jean Leppien. Le maire ayant refusé, à plusieurs reprises de célébrer ce mariage entre un antifasciste allemand et une juive hongroise, le préfet a dû intervenir. Le 21 mars 1944, Suzanne Leppien est dénoncée par le fermier qui leur loue des terres et arrêtée par la Gestapo comme « demi- juive ». Le lendemain, c'est Jean Leppien qui est arrêté[67],[68].
- Achille Maureau (1860-1921), conseiller général, président du conseil général (1912-1921), sénateur radical-socialiste.
- Pablo Picasso loue la villa des Clochettes, en face la mairie, le 25 juin 1912. Il peint sur un mur un tableau ovale « Ma jolie » en référence à sa compagne de l'époque. Après le départ de l’artiste, le marchand d'art Daniel Henri Kahnweiler fera emporter la surface du mur où était peint ce tableau[69].
- Paul Pons (1864-1915), lutteur, champion du monde en 1898 devant le Russe Pitlazinski (tournoi organisé par Le Journal des Sports)[70].
- Teddy Richert, joueur retraité depuis 2012 et entraîneur des gardiens du Montpellier HSC depuis 2016, fit ses premiers pas de footballeur à l'Espérance Sorguaise.
- Albert Roche, soldat français le plus décoré de la Grande Guerre, y a travaillé jusqu'en avril 1939, lorsqu'il fut renversé par un bus et mourut à l'hôpital d'Avignon.

### Héraldique
| Blason de Sorgues | Les armes peuvent se blasonner ainsi : D'azur au pont d'argent à trois arches, maçonné de sable, supportant une croix aussi d'argent, le tout sur une rivière ondée d'argent et de sinople. Il s'agit d'armes parlantes. |